# Occirhenea georgiana
Occirhenea georgiana је пуж из реда Stylommatophora и фамилије Rhytididae. 

## Угроженост
Ова врста се сматра угроженом.

## Распрострањење
Аустралија је једино познато природно станиште врсте.

## Станиште
Врста Occirhenea georgiana има станиште на копну.